# 2004年重庆天原化工总厂“4·16”氯气泄漏爆炸事故
|  |

2004年重庆天原化工总厂“4·16”氯气泄漏爆炸事故是一宗发生在中华人民共和国的爆炸事故，中国国务院初期命名为重庆天原化工总厂氯气泄漏和爆炸事故，后续查明事故原因后，中国应急管理部命名为重庆市天原化工“4•16”三氯化氮爆炸氯气外泄事故。发生在2004年4月16日在中国重庆市江北区重庆天原化工总厂区内。后续被事故调查组认定为一起责任事故。
该事故发生地位于重庆市市区，造成9人死亡、3人受伤、15万群众疏散，直接经济损失277万元，成为当时中国疏散人数最多的化工事故。

## 事故背景

### 当地背景
重庆曾作为工业城市，是中国天然气和精细化工基地，主城区中有一定规模的化工企业约占全市化工企业数量40％左右。但是多数老化工企业存在着管理及设备方面问题，对城区安全构成潜在威胁。由于历史和地理条件限制，大部分化工企业沿江分布，存在严重污染企业25家。
这些化工企业建成时多在城市郊区，自改革开放和重庆直辖后，城区规模扩大，居民生活区增多，这些化工企业被居民区包围，城区内形成七大污染企业集中片区。涉事企业天原化工总厂1940年在重庆猫儿石建厂时，厂区处于郊区。后来随着重庆市区扩张，厂区四周建成许多居民区、学校、商场，厂区所在的位置也成为主城区范围内。
考虑到城市安全，重庆市政府曾计划在2003年至2010年期间将市区内78家化工企业搬迁到主城区以外的万州区中，即推进主城区化工企业“退二进三”规划(退出第二产业，进入第三产业；退出主城区，进入三个规划园区)。但受制于搬迁资金、人员安置以及搬迁后设施周边配套问题，搬迁工作实际进展缓慢。

中华民国时期重庆主城区地图
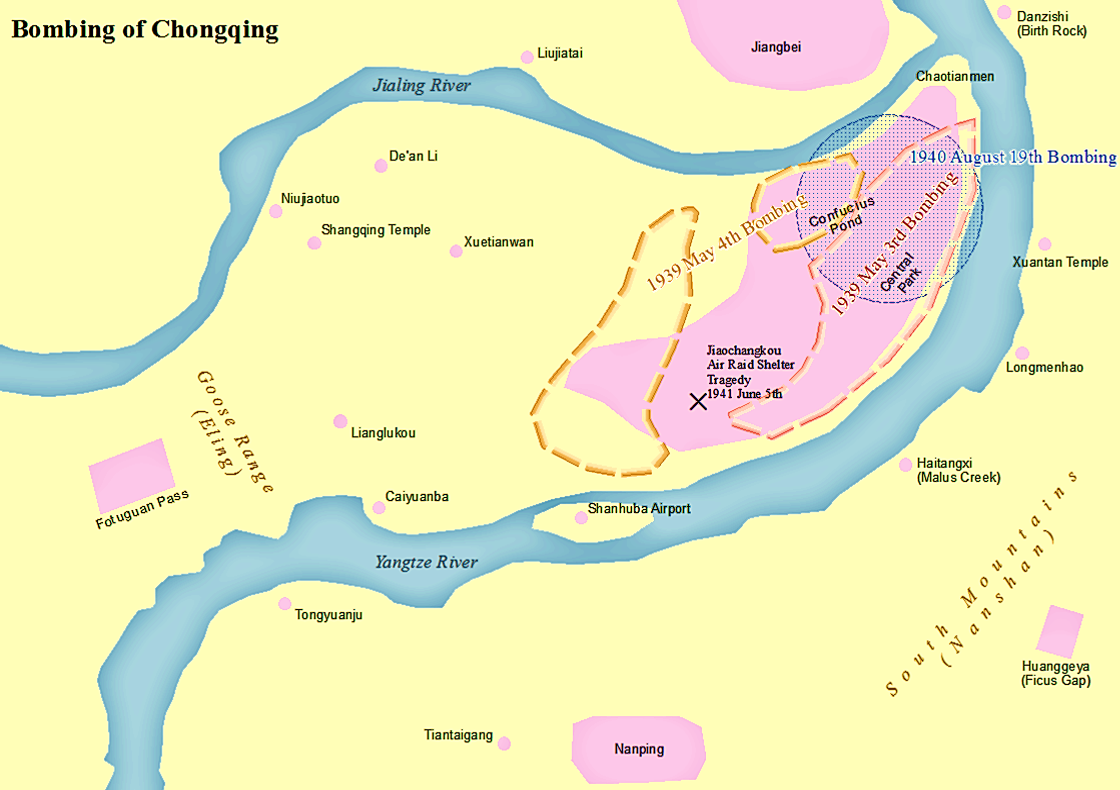
重庆大轰炸（1938-1944）时期
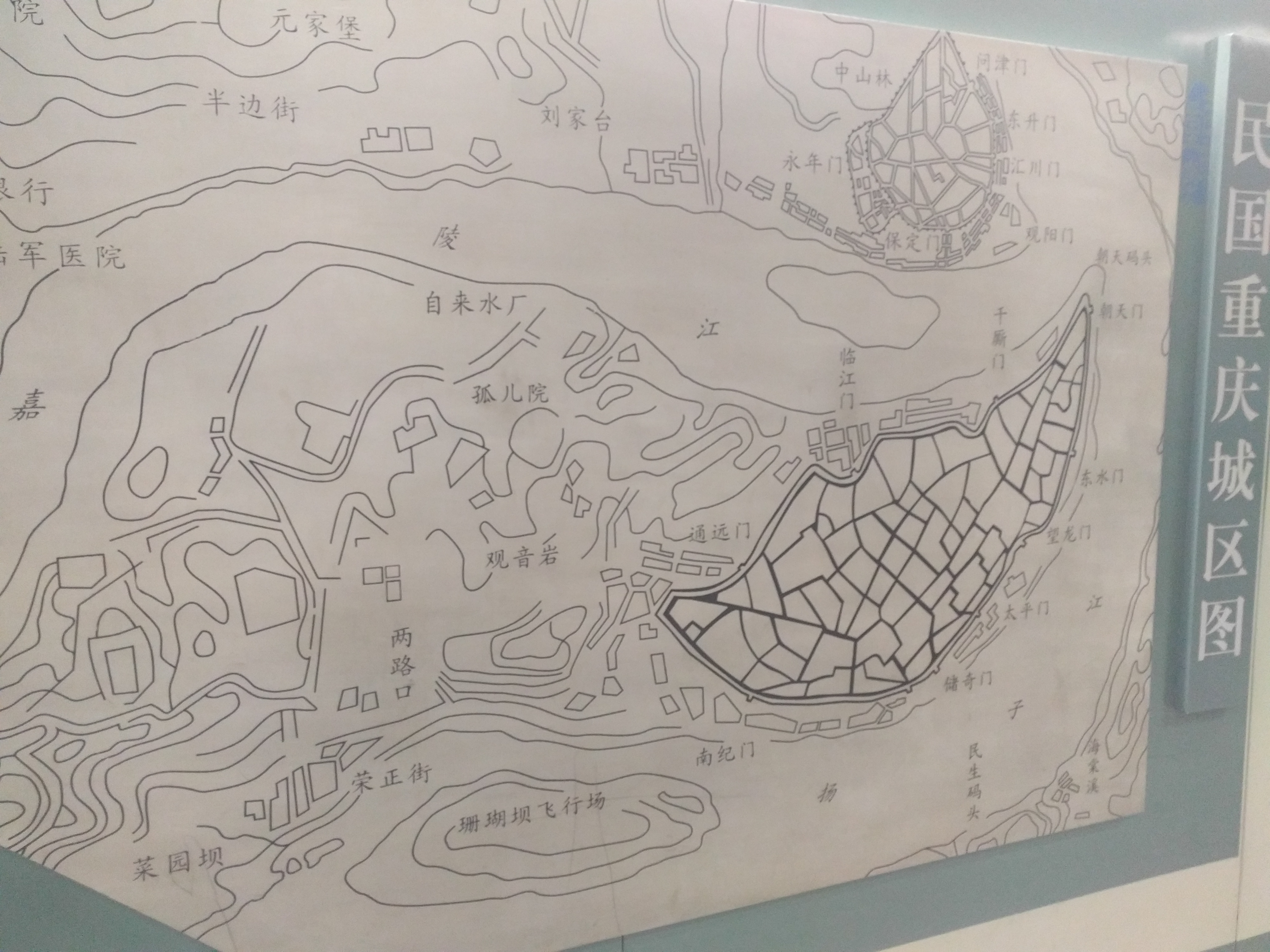
重庆主城区地图

### 涉事企业
发生本次爆炸事故的“重庆天原化工总厂”成立于1940年，创始人是吴蕴初。1928年，吴蕴初在上海成立了中国第一家氯碱厂天原电化厂股份有限公司。抗日战争期间，吴蕴初把天原迁往重庆嘉陵江北岸的猫儿石。1940年5月，重庆天原化工厂建成投产，以氯碱产品供应抗战后方的需要。重庆天原化工总厂是化工部22家重点氯碱企业之一，也是西南地区最大的氯碱企业。
在此之前，重庆天原化工总厂就曾发生3起氯气泄漏事故，最近一次为2003年。同时在1994年和2004年1月曾发生氨泄漏事故。附近居民已经历几次氯气泄漏导致的疏散。

### 政府监管
在本次事故发生之前的2003年12月23日,重庆市开县发生天然气“井喷”特大事故，共有243人死亡，964人受伤或严重中毒，10万多名附近居民被迫紧急疏散。据新华网报道，重庆市政府在事故6天后，召开安全工作专题会暨全市安全生产电视电话会议，市长王鸿举要求认真吸取事故教训，加强安全生产监管。引起重庆市政府对企业安全生产监管的关注。
此外，重庆天原化工总厂是重庆市环境重点监测企业，每年都要接受4次例行环评。据《大公报》报道，经历该厂先前几次泄漏事故后，重庆市决定在2006年前将该厂迁往万州区，然而在搬迁进程中就发生了此次爆炸事故。

## 事发经过

### 氯气泄漏发生
4月15日17时40分，氯氢分厂氯气冷冻工段操作按正常流程开启1号氯冷凝器，18点20分发现氯气泵压力升高，氯气储罐表面化霜，巡查人员断定为氯气罐堵塞，于是停用该储罐，启动备用储罐。
21时20分，巡查人员发现氯冷凝器穿孔，有氯气从氨蒸发器中泄漏至氯化钙冷冻盐水中，遂令冷冻段紧急停车，回收污染的盐水，并将污染的氯气先转移排污罐中。23时30分，决定将排出管内的氯气抽至次氯酸钠储罐中处理。
16日0时48分，抽气过程排污罐发生爆炸，1点33分全厂紧急停车。 2点15分，1号盐水泵在静止状态下发生粉碎性爆炸。随即厂家将事故上报至市应急部门和母公司重庆化医控股集团公司。
当晚附近居民先后听到2次巨响，并闻到氯气气味。附近社区人员通知居民尽快疏散。
4月16日7时许，200名消防官兵赶到现场进行排险工作。7时25分，消防部门在距事故点150ｍ半径范围设置警戒区域，疏散无关人员。
一小时后，重庆市副市长周慕冰赶到现场，在离出事地点200米处成立了事故现场指挥部，并在距事故地外3公里处实行交通管制和隔离措施。抢救人员和特遣队戴上防毒面罩或口罩进入事故现场进行抢救和调查。为了防止氯罐发生更大规模爆炸，指挥部决定对事故厂区内4、5、6号三个总容量中约13吨的液氯实施紧急排放，通过4根粗铁管将液氯用碱水中和，利用自然压力排放到嘉陵江边的大水池中，同时消防队员开始用水枪喷淋来稀释空气氯气的浓度。
8时30分，200名警方增援居民疏散行动，11时，指挥部将疏散范围扩大至1公里。疏散群众3万人。
13时50分，武警重庆总队一支队收到命令，出动100多名兵力维持秩序和群众疏散工作。

### 储罐发生特大爆炸
17时30分，指挥部召开会议研究进一步处置方案和人员疏散问题。
17时57分，在处理残余氯气过程中，4、5、6号储罐突然发生共2次爆炸，现场一团黄绿色氯气升起。爆炸造成1人死亡、8人失踪，3人受伤。会议被迫中断。在爆炸发生后，消防人员和医护人员进入现场开展灭火和工作，武警增援协助群众疏散。后续确认失踪8人死亡，并确认了9名死者身份，均为涉事厂家相关人员。
据勘察，本次爆炸造成5、6号储罐爆炸解体，产生长9m，宽4m，深2m的深坑，据爆炸中心200m范围内存在大量罐体碎片。
据新华社报道，现场技术人员初次判断本次氯气泄漏事件的原因是氯储罐及相关设备陈旧，储罐爆炸的原因是天原总厂违规操作让工人用泵从氯罐加速排氯，结果导致罐内温度升高，引发爆炸。
爆炸发生后，国务院总理温家宝对事故处理与善后工作作出指示。

### 动用军事武器排险
18日5时58分，驻渝解放军13军收到命令要求出动机枪、火炮、坦克强制引爆残留在爆炸现场的3个氯气罐。6时10分，80余名官兵携带机枪、火箭筒、无后坐力炮前往增援。同一时间，80公里外某装甲团正在进行坦克启封。6时55分，解放军和武器装备抵达现场。7时整，现场成立了排爆临时指挥部以及排爆、侦察、通信小组。
指挥部已迁至1公里外桃花山庄，为了消除隐患，首次采用军事武器进行销毁。市公安局局长朱明国制定了三种方案：第一是用无后坐力炮引爆，使用装甲弹来打穿16mm厚的储氯罐钢板。第二是派三个枪手在50m外使用口径12.7 mm的高射机枪打穿钢板，但可能会造成液氯泄漏或者爆炸。第三种方案则是使用坦克射击储气罐。
12时8分，排爆工作开始，首先采用5名解放军军人用高速机枪射击1号储氯罐，在2轮机枪，9轮火箭炮射击无果后改用无后座力炮射击，在经历3发射击后1号罐爆炸。
由于剩下两个氯气罐被掩埋，排爆临时指挥部采用坦克发射穿甲弹进行引爆，14时35分，2号储氯罐被穿甲弹击爆，但同时导致3号储氯罐被爆炸震落的杂物掩盖。15时11分，坦克、无后坐力炮同时对3号储氯罐射击，15时12分，3号罐外层钢板被炸裂。
15时25分，排爆临时指挥部调整排爆方案。15时30分，5名排爆小组人员进入罐区安置炸药。15时35分，3号罐被成功引爆。15时45分，8名消防队员进入厂区用水枪喷射水沫稀释氯气，排爆官兵进入罐区确认气罐已全部销毁。17时35分，对事故现场进行了最后一次对污染残留的爆破。引爆工作开始前曾有2名记者私自闯入现场，导致引爆工作推迟。

## 善后工作

### 解除戒严，成立事故调查组
17时58分，封锁区戒严解除，疏散群众可返家，但事故厂区仍为封锁区。同时成立事故调查小组，周慕冰担任组长。

### 环境检测与心理援助
解除解严后，环境监测人员进入厂区进行空气和水质检测，并公布事故现场500米以内空气质量达标，并在氯气污染可能扩散的区域布设了11个空气监测点和2个水源监测点。市疾病预防控制和医疗机构对周边可能受氯气污染的约60万平方米区域进行全面消毒。19日，官方媒体通报空气、水质指标和生活秩序恢复正常。21日，政府组织宣传队和心理专家开始对归家的居民做安抚。但有居民反映：“空气中总像有股味！”，媒体称其可能为心理作用。

### 保险理赔和社会捐助
4月17日公布死、伤和失踪人员名单后，中国人寿重庆市分公司开出首笔赔款16761.28元，截止至9号，事故中9名死亡人员家属均获得中国人寿重庆分公司的赔付。4月20日，人寿保险公司再次赔付5万多元，同时向事故死亡失踪人员捐赠了1万元慰问金。同日中国人民财产保险股份有限公司重庆分公司向天原化工总厂先行赔付20万元，其他投保财产损失正在继续查勘。同时在事故中受伤3名消防官兵也获得保险理赔。
截止至4月21日，本次事故所在江北区民政局收到社会资助40多万元，包括价值30多万元物质和11多万现金。

## 事故调查与处分

### 事故原因
2005年，曾参与事故调查的重庆市化工行业管理办公室的周一匡在期刊《化工安全与环境》发表了事故原因调查结果：
- 直接原因

造成重庆天原化工总厂“4·16”氯气泄漏爆炸事故的直接原因是氯冷凝器腐蚀穿孔与受铵污染的氯化钙冷却盐水反应生成易爆物三氯化氮。三氯化氮富集到达爆炸浓度下限，工人违规操作采用泵加速氯气排放引发爆炸。
而冷凝器穿孔原因是：氯气和盐水中氯离子的腐蚀作用、氯气中水分对碳钢的腐蚀作用、冷凝器列管内外离子电位差的点腐蚀和电化学腐蚀作用、列管焊接处应力腐蚀、以及涉事厂家8年未对该设备进行耐压实验检测腐蚀。5种因素共同造就了冷凝器穿孔。
氯化钙盐水中受高浓度铵污染是造成事故的另一个主要原因。铵来自先前厂家1994年和2004年1月两次氨泄漏事故，事故导致大量氨进入盐水中，且该盐水长达10年未更换。据事故现场抽取的盐水测定，总氨量为17.64 g/L, 超标2600多倍，理论生成486 kg三氯化氮。造就了4月16号氯储罐特大爆炸。
- 间接原因

造就本次事故间接原因是厂家长期缺乏安全监管，未按安全技术规范生产，设备更新投入不足。长期未对厂区内设备进行检修和更换，曾经多次发生事故却未进行修缮和加强监管，为本次事故买下隐患。
- 客观原因

本次由三氯化氮引起的爆炸为中国首例，先前未有相关案例，相关安全技术规定不完善，三氯化氮爆炸机理和机制研究未成熟，存在客观因素。

### 相关人员处分
2004年10月23日，根据《重庆日报》消息，经事故调查组确认，造成死亡失踪9人，15万人撤离的重庆“4·16”氯气泄漏事故是一起责任事故，8名相关责任人收到处分：
| 姓名   | 职务                                                                           | 事故责任划分 | 处分内容                                                           |
| ------ | ------------------------------------------------------------------------------ | ------------ | ------------------------------------------------------------------ |
| 缪光奎 | 化医控股集团公司董事长、党委书记                                               | 重要领导责任 | 党内警告                                                           |
| 李华夏 | 化医控股集团公司经济运行部部长                                                 | 重要领导责任 | 行政记过                                                           |
| 陈德国 | 重庆天原化工总厂党委书记兼副厂长                                               | 重要领导责任 | 党内警告                                                           |
| 张定禄 | 重庆天原化工总厂厂长                                                           | 主要领导责任 | 撤消重庆天原化工总厂厂长、党委委员职务                             |
| 吴照华 | 重庆天原化工总厂副厂长                                                         | 主要领导责任 | 行政记大过                                                         |
| 王为民 | 重庆天原化工总厂动力分厂代理副主任                                             | 直接责任     | 撤消重庆天原化工总厂动力分厂代理副主任职务                         |
| 周军   | 重庆化工节能计量压力容器监测所所长助理兼压力容器监测科科长、技术负责人、检验师 | 直接责任     | 撤消重庆化工节能计量压力容器检测所所长助理和压力容器检测科科长职务 |
| 吴明中 | 重庆化工节能计量压力容器检测所副所长                                           | 重要领导责任 | 行政记大过                                                         |

## 后续影响

### 重庆环保搬迁计划
受事故影响，重庆市自4月20日起对全市危险化学品企业和重大危险源进行拉网检查，并对存在的安全隐患分别作出整改、转产、搬迁、关闭的决定。并同期制定了《重庆市危险化学品安全生产许可证发放及管理办法》和污染企业搬迁计划，对32家危化品企业和29家重点污染企业搬迁至三大化工园区。
截止至2012年，重庆市先后公布了6批共208家污染企业搬迁计划。2015年，九龙坡区重庆电厂搬迁至万盛经济技术开发区，标志着城区七大污染片区搬迁完毕。
重庆天原化工总厂在本次事故后，与建峰化工总厂合并，并将新厂址设在涪陵区白涛镇(涪陵化肥工业区)，2005年完成搬迁。

### 三氯化氮标准修订
此次爆炸事故引起了国内政府以及安全机构对三氯化氮爆炸机理的研究，并完善了相关工业标准。
事故调查组给出的《关于重庆天原化工总厂“4·16”事故原因分析报告的意见》中提及目前国内对三氯化氮的爆炸机理和条件技术资料不完善，并呼吁完善相关技术标准。国家安监局副司长刘强也提到：“三氯化氮的爆炸机理还不大清楚”。2006年，出台了氯碱工业相关标准《工业用液氯》（GB/T 5138-2006），其中要求三氯化氮指标≤0.004%， 并在2021年修订后改为≤0.003%。

### 典型案例与事故模型研究
该事件被作为国内氯碱行业安全生产教育典型案例。其事故过程被一些学者作为氯气泄漏事故模拟参考。

## 外部連結
- 相关文章：重庆“4.16”液氯储罐爆炸事故侧记 （国家应急广播网） （页面存档备份，存于）
- 相关专题报道：中国新闻网 （页面存档备份，存于）、搜狐 （页面存档备份，存于）、新浪新闻 （页面存档备份，存于）、央视新闻1 （页面存档备份，存于）、央视新闻2 （页面存档备份，存于）、网易 （页面存档备份，存于）